# Biblioteca nazionale russa
La Biblioteca nazionale russa (in russo Российская национальная библиотека?, Rossijskaja nacional'naja biblioteka), conosciuta tra il 1932 ed il 1992 come Biblioteca statale pubblica Saltykov-Ščedrin (in russo Российская публичная библиотека имени М. Е. Салтыкова-Щедрина?, Rossijskaja publičnaja biblioteka imeni M. E. Saltykova-Ščedrina), è la biblioteca nazionale della federazione russa e si trova a San Pietroburgo, sul Moskovskij prospekt, all'altezza del Parco della Vittoria e di Park Pobedy, stazione della metropolitana di San Pietroburgo. È la più antica biblioteca pubblica della Russia ed una delle biblioteche più grandi del Paese.
La biblioteca trova le proprie origini nella Biblioteca pubblica imperiale (in russo Императорская публичная библиотека?, Imperatorskaja publičnaja biblioteka) fondata da Caterina II di Russia nel 1795 che ospitava anche collezioni private.
L'edificio storico che ospitava la biblioteca, prima che la collezione venisse spostata nel nuovo edificio, era situato lungo la Prospettiva Nevskij, in un edificio dalle linee neoclassiche.
La biblioteca attualmente comprende una vasta collezione di testi della cultura russa e della letteratura straniera.

## Galleria d'immagini

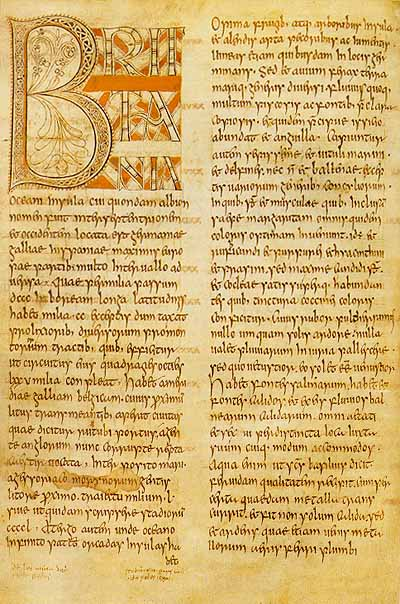
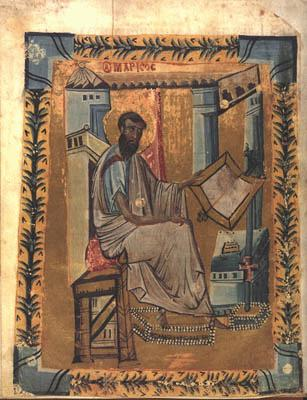
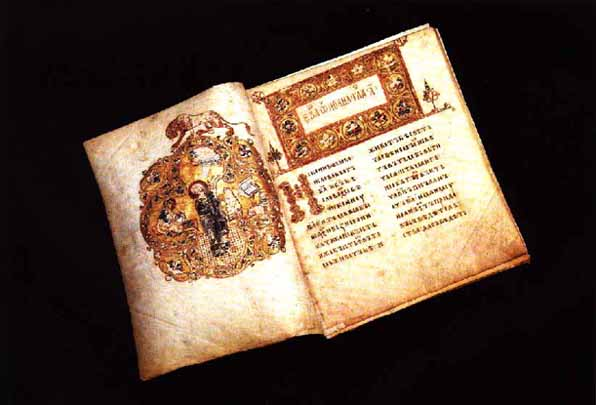
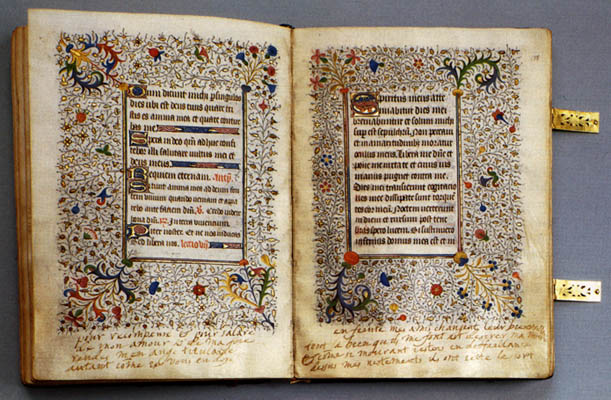
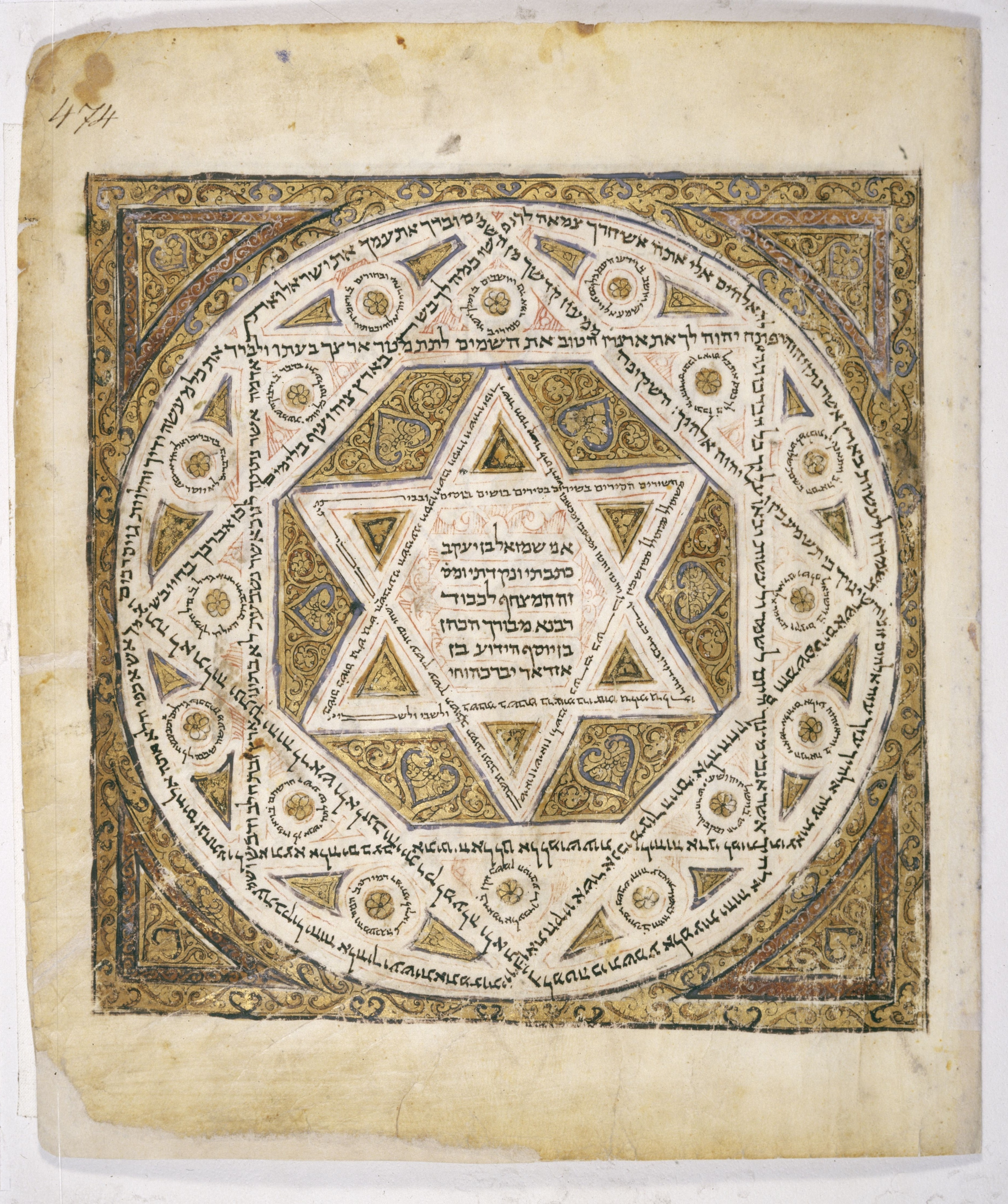
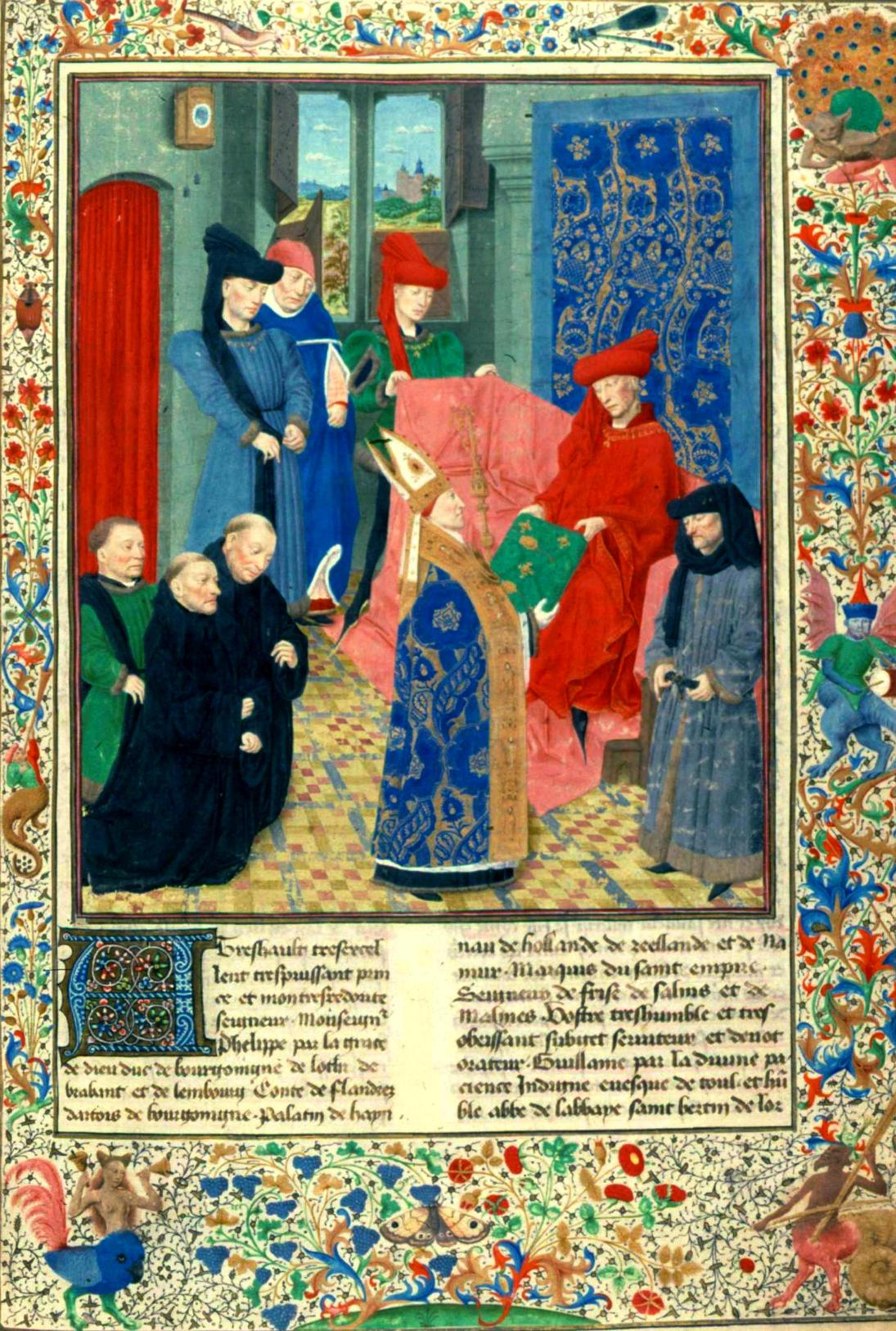
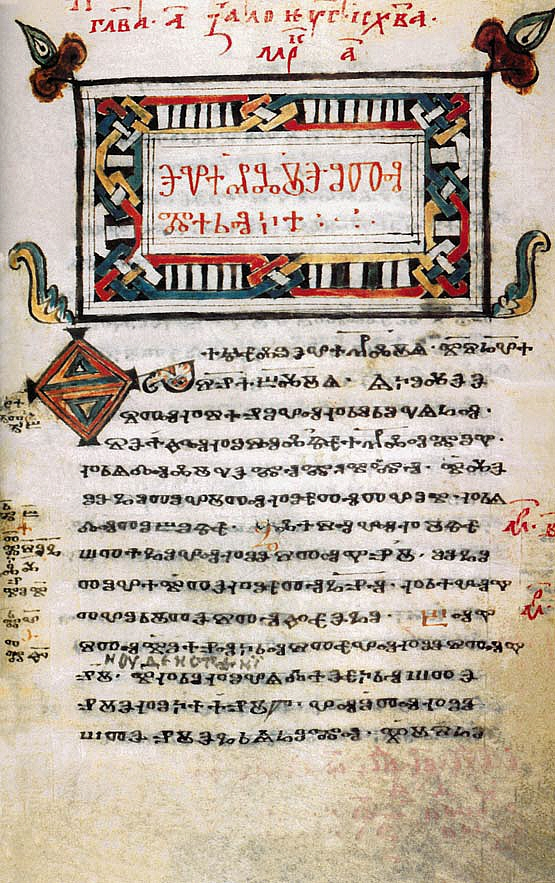